# 17265 Дебеннетт
17265 Дебеннетт (17265 Debennett) — астероїд головного поясу, відкритий 6 травня 2000 року.
Тіссеранів параметр щодо Юпітера — 3,581.